# Flottentorpedoboot 1944
Als Flottentorpedoboot 1944 wurde in der Kriegsmarine eine Klasse von kleinen Zerstörern/Geleitzerstörern, offiziell Flottentorpedoboot, bezeichnet, welche kriegsbedingt nicht fertiggestellt wurden.

## Geschichte

### Entwicklungsgeschichte
Das Flottentorpedoboot 1944 war ein Amtsentwurf, welcher aus dem Entwurf des Flottentorpedoboots 1941 A abgeleitet wurde. Das Projekt wurde in zwei Varianten Flottentorpedoboot 1944 A und B erstellt, welche sich aber nur geringfügig unterschieden. Bei den Entwürfen für das Flottentorpedoboot 1944 wurde von der typisch deutschen Glattdeckbauweise abgewichen, um eine bessere Seefestigkeit und geringere Topplastigkeit zu erreichen, wurde das Heck im hinteren Teil des Schiffskörpers um ein Deck niedriger. So konnte der achtere Geschützturm tiefer liegend aufgebaut werden. Die Freibordhöhe war ca. 1,5 m höher als beim Torpedoboot 1937.
Die Designentwicklung der Flottentorpedoboote und ähnliche ausländische Schiffsklassen.
| Design                           | FT-Boot 39          | FT-Boot 40           | FT-Boot 41          | FT-Boot 44      | Hunt-Klasse (Typ 1)    | Rudderow-Klasse       | Matsu-Klasse |
| -------------------------------- | ------------------- | -------------------- | ------------------- | --------------- | ---------------------- | --------------------- | ------------ |
| Land                             | Deutsches Reich     | Deutsches Reich      | Deutsches Reich     | Deutsches Reich | Vereinigtes Königreich | Vereinigte Staaten    | Japan        |
| Einsatzverdrängung               | 1.754 ts            | 2.546 ts             | 2.155 ts            | 1.794 ts        | 1.490 ts               | 1.811 ts              | 1.530 ts     |
| Länge über alles                 | 102,5 m             | 114,5 m              | 106,0 m             | 103,0 m         | 85,3 m                 | 93,27 m               | 100,0 m      |
| Breite                           | 10,0 m              | 11,25 m              | 10,7 m              | 10,1 m          | 8,84 m                 | 11,28 m               | 9,35 m       |
| Tiefgang bei Standardverdrängung | 2,88 m              | 3,43 m               | 3,21 m              | 2,91 m          | 2,36 m                 | 3,25 m                | 3,3 m        |
| Hauptbewaffnung                  | 4× 10,5 cm          | 4× 12,7 cm           | 4× 10,5 cm          | 4× 10,5 cm      | 4× 10,2 cm             | 2× 12,7 cm            | 3× 12,7 cm   |
| Flugabwehr bei Indienststellung  | 4× 3,7 cm 6× 2,0 cm | 4× 3,7 cm 16× 2,0 cm | 6× 3,7 cm 8× 2,0 cm | 10× 3,0         | 4× 4,0 cm 2× 2,0 cm    | 4× 4,0 cm, 10× 2,0 cm | 24× 2,5 cm   |
| Torpedos                         | 6× 53,3 cm          | 8× 53,3 cm           | 6× 53,3 cm          | 6× 53,3 cm      | Keine                  | 3× 53,3 cm            | 4× 61,0 cm   |

### Bau
Am 28. März 1944 wurden an die F. Schichau-Werft im westpreußischen Elbing Aufträge zum Bau von neun Boote vergeben. Wie für kleinere Einheiten in der Kriegsmarine üblich, erhielten die Boote keine Namen, sondern nur die Kennungen T 52 bis T 60. Dort wurden noch einige Bauvorbereitungen getroffen, jedoch ohne ein Boot auf Kiel zu legen und bald darauf wurden die Bauaufträge wieder annulliert.

## Technische Beschreibung

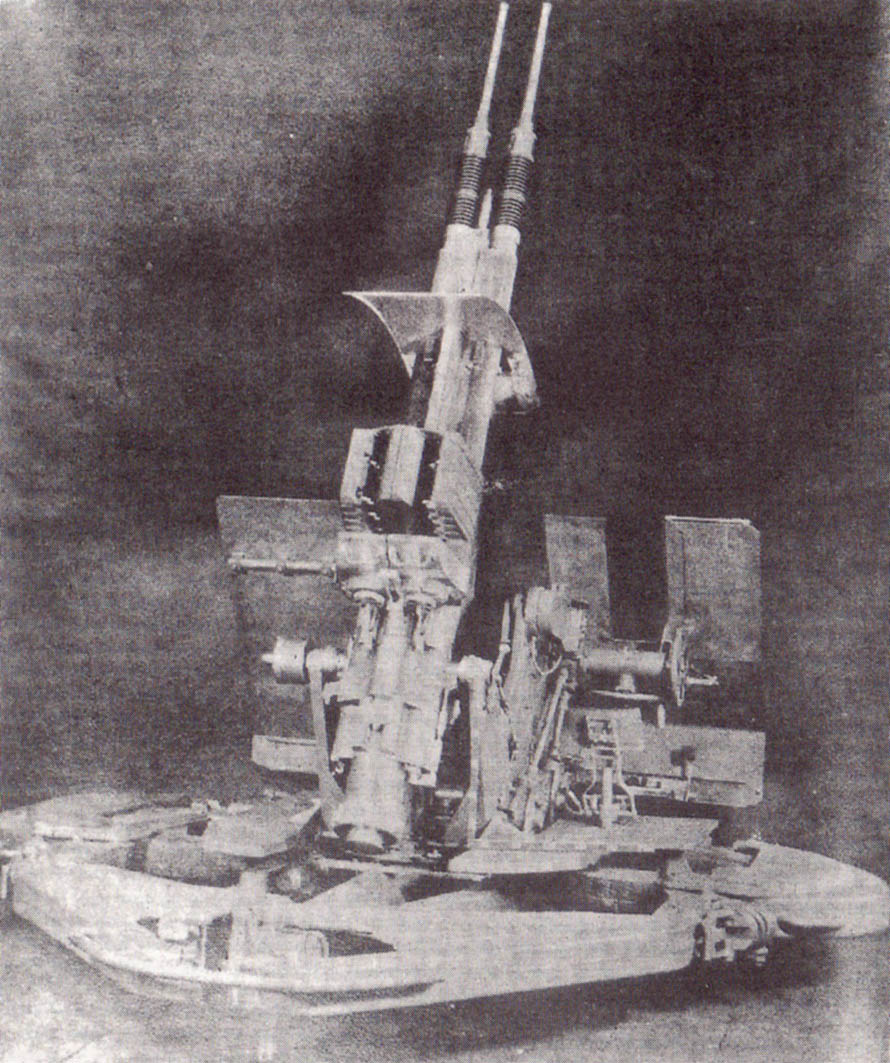
3-cm-Flak M44

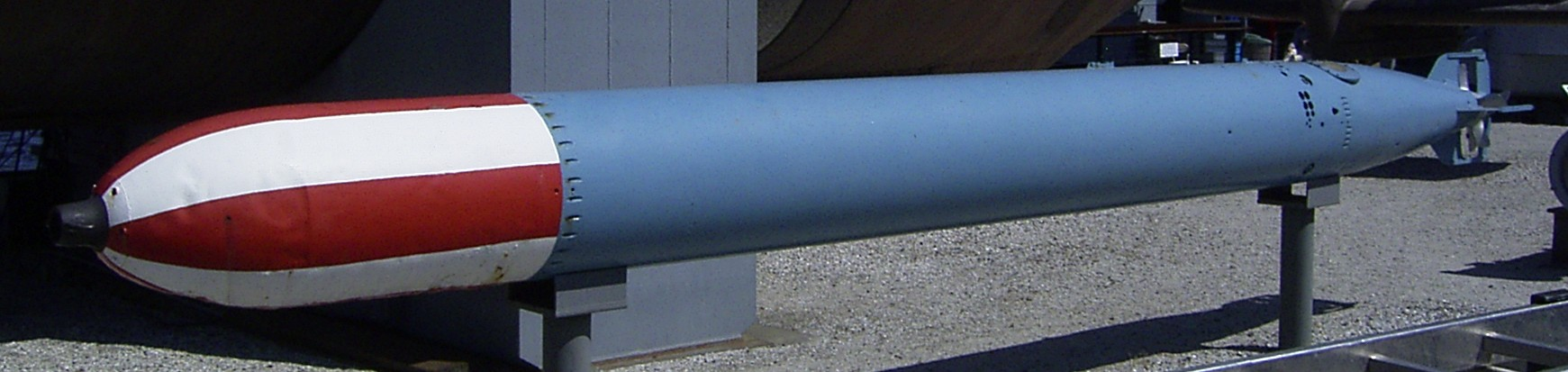
Torpedo des Typs G7a, hier als Übungstorpedo

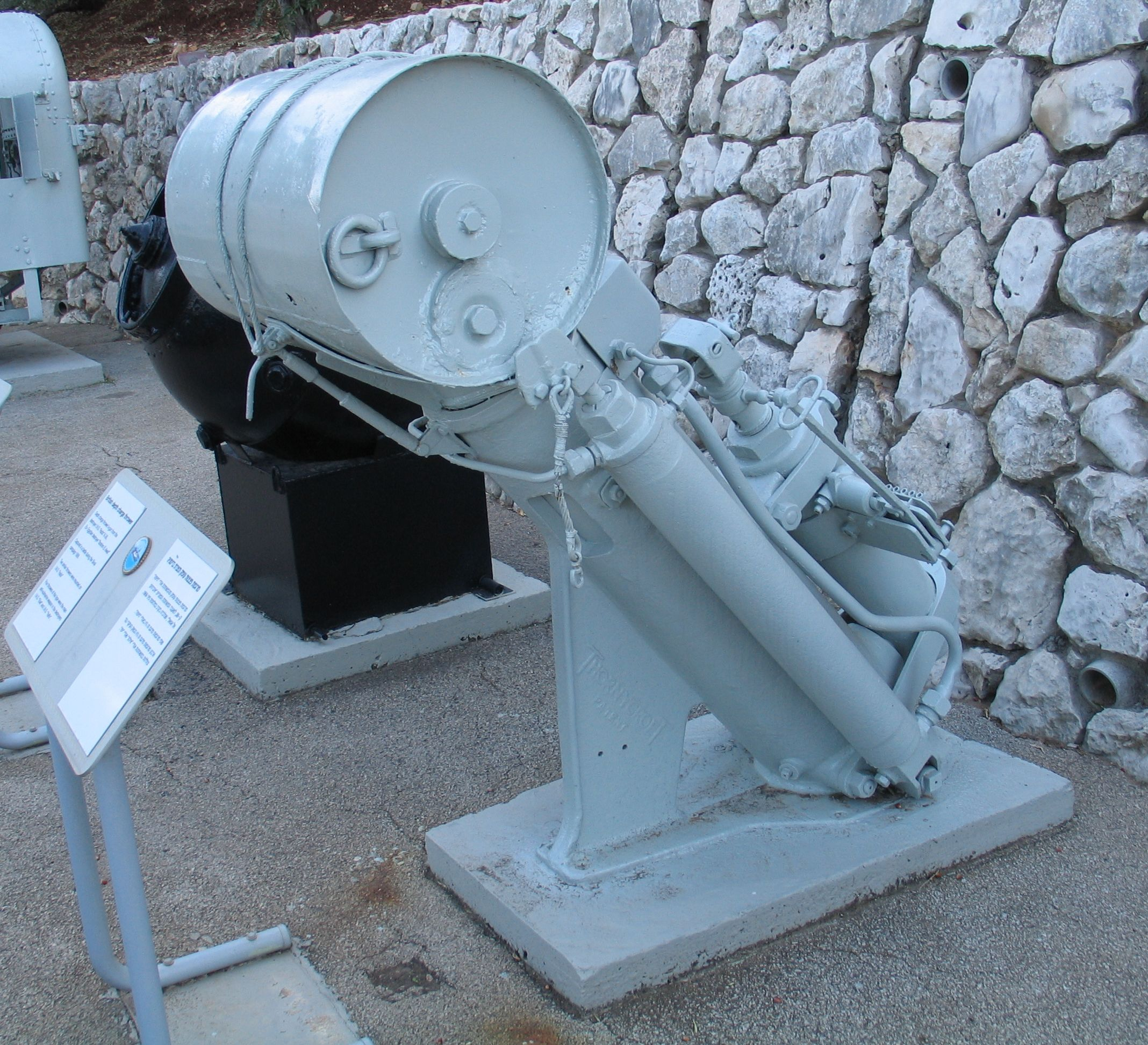
Wasserbomben-Werfer, ähnlich wie ihn die Kriegsmarine verwendete

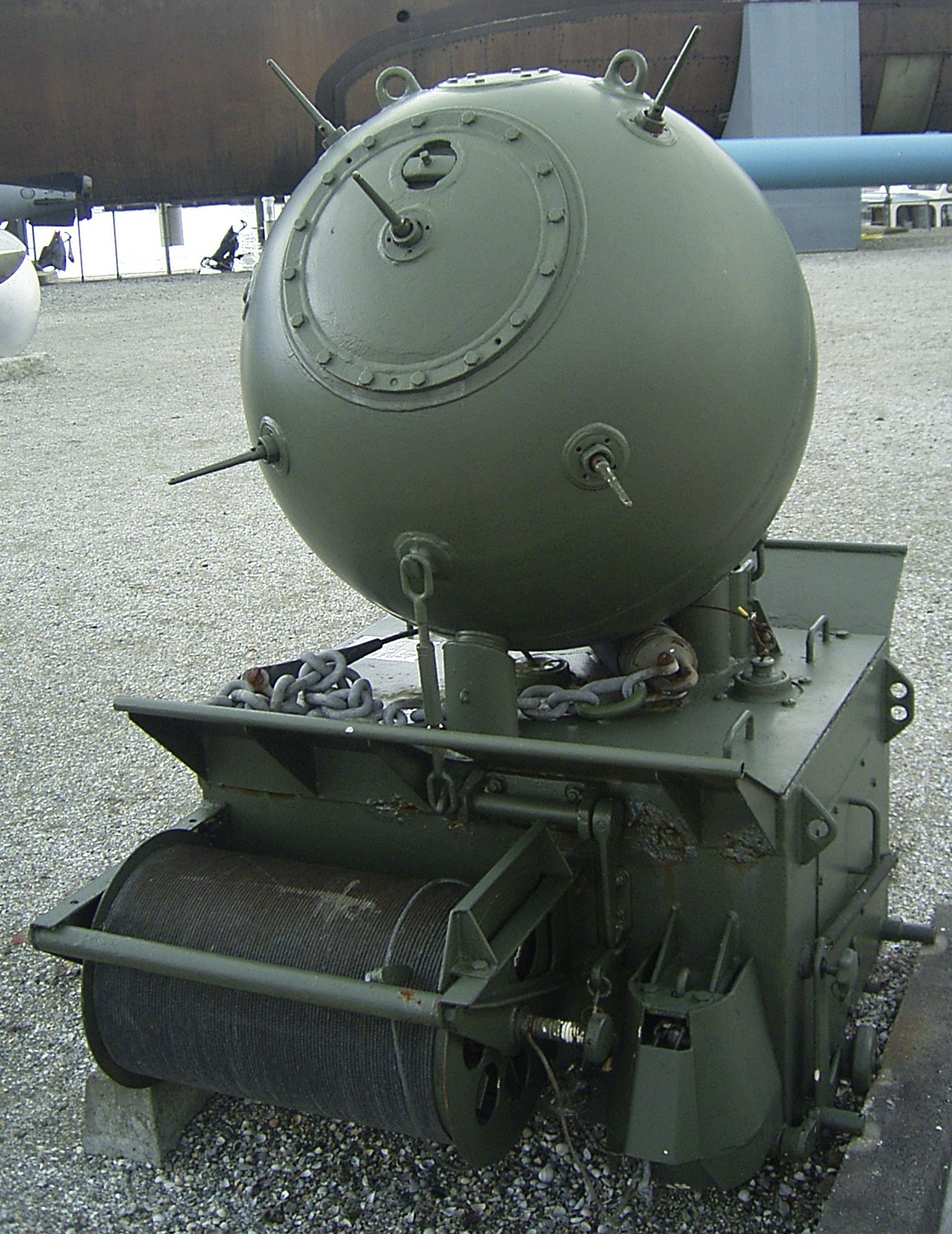
Ankertaumine in Transportzustand

### Gewichte
Die vorläufige Gewichtszusammenstellung gibt den Stand der Planung 1944 wieder.
| Bezeichnung                         | Gewicht [t] |
| ----------------------------------- | ----------- |
| Schiffskörper                       | 579,00      |
| Hauptmaschinen                      | 557,80      |
| Hilfsmaschinen                      | 70,20       |
| Baureserve S                        | 20,00       |
| Artilleriebewaffnung                | 63,20       |
| Torpedobewaffnung                   | 26,00       |
| Speerwaffeneinrichtung              | 11,40       |
| Leeres Schiff                       | 1.327,60    |
| Allgemeine Geräte                   | 27,00       |
| Nautische Instrumente, Takelage     | 2,50        |
| Funk- und UT-Anlagen                | 10,36       |
| Artilleriegeräte                    | 11,75       |
| Torpedogeräte                       | 4,00        |
| Speerwaffengeräte                   | 4,03        |
| Wasser in den Schiffsleitungen      | 0,50        |
| Leeres Schiff                       | 1.387,74    |
| Artillerie-, Gewehr-, Salutmunition | 60,30       |
| Torpedomunition, Nebelsäure         | 10,50       |
| Speerwaffenmunition                 | 5,44        |
| Verbrauchstoffe                     | 4,50        |
| Besatzung (165 Mann)                | 12,38       |
| Effekten                            | 8,75        |
| Proviant (1 Woche)                  | 2,50        |
| Typverdrängung                      | 1.492,11    |
| Trinkwasser, Waschwasser            | 7,90        |
| Speisewasser                        | 13,70       |
| Heizöl für 1.900 sm bei 19 kn Fahrt | 116,80      |
| Treiböl                             | 3,20        |
| Schmieröl                           | 3,20        |
| Konstruktionsverdrängung            | 1.636,61    |
| Trink- und Waschwasser, Mob-Vorrat  | 11,90       |
| Speisewasser, Mob-Vorrat            | 20,50       |
| Heizöl, Mob-Vorrat                  | 175,20      |
| Treiböl, Mob-Vorrat                 | 4,80        |
| Schmieröl, Mob-Vorrat               | 4,80        |
| Volle Verdrängung                   | 1.854,11    |

### Rumpf
Der Rumpf eines Flottentorpedoboots 1944, unterteilt in 12 wasserdichte Abteilungen und vollständig geschweißt, hätte eine Länge über alles von 103 m, eine maximale Breite von 10,1 m und einen maximalen Tiefgang von 3,7 m besessen. Die geplante Standardverdrängung sollte sich auf 1.418 ts und die Einsatzverdrängung auf 1.794 ts belaufen. Er wäre in Querspant-Längsbänderbauweise, mit einem Doppelboden, welcher 70 % der Gesamtlänge eingenommen hätte, aus Schiffbaustahl ST 52 ausgeführt worden.

### Antrieb
Der Entwurf beinhaltete zwei Wagner-Turbinen mit Rädegetrieben – in zwei getrennten Turbinenräumen – und vier Wagner-Heißdampf-Kessel, mit natürlichem Wasserumlauf und ölbefeuert.
Vorgesehen war der Einbau einer Illies-Anlage (benannt nach dem Konstrukteur Dr. Ing. Günther Illies), welche in der Schichau-Werft konstruiert wurde. Diese IS-Anlage (Illies-Schichau-Anlage) sollte es ermöglichen, bei entsprechend geringerem Dampftemperaturen und damit Kraftstoffersparnis, den Betriebsdruck bei einer Geschwindigkeit um 25 Knoten auf 19 atü (19,6133 Bar) zu senken. Zudem sollten die bisher mit Dampf betriebenen Nebenaggregate wie Pumpen u. ä. mit Drehstrom angetrieben werden um deren nicht unerheblichen Dampfverbrauch einzusparen und der Hauptantriebsanlage zur Verfügung zu stellen. Bauart und Einbau der Kessel und Turbinenanlagen in Kraftwerkanordnung war wie auf den Flottentorpedobooten 1939 und 1941 geplant.
Die ungefähre Leistung dieser Antriebsanlage hätte 52.000 PS betragen, was eine Geschwindigkeit von 37 Knoten erlaubt hätte.

### Bewaffnung

#### Artillerie
Als Hauptbewaffnung waren vier 10,5-cm-TK M44 mit Kaliberlänge 47 in zwei Doppellafetten M 44 vorgesehen. Dieses neu entwickelte Mehrzweckgeschütz sollte auf der Bootsmittellinie, eins vor der Brücke und eins achtern hinter den Aufbauten aufgestellt werden.
Zur Vereinheitlichung der leichten Flugabwehrbewaffnung – ersetzen der 2-cm-Flak 38 und 3,7-cm SK C/30 Geschütze der Vorgängerklassen – sollten zehn 3-cm-Flak M44 mit Kaliberlänge 73 in fünf Doppellafetten M/44 aufgestellt werden. Eine Lafette vor der Brücke, zwei vor und eine hinter dem letzten Schornstein und eine am Ende des Deckshauses.

#### Torpedos
Die geplante Torpedobewaffnung hätte aus zwei, um 360° schwenkbaren, Dreifachtorpedorohrsätzen im Kaliber 53,3 cm bestanden. Diese hätten sich in Bootsmittellinie, je ein Satz hinter dem vorderen bzw. achteren Schornstein, befunden und Torpedos des Typs G7a verschossen. Die Mitnahme von Reservetorpedos in Behältern an Oberdeck war nicht vorgesehen.

#### Sonstiges
Des Weiteren gehörten zu geplanten Bewaffnung vier Wasserbomben-Werfer, sechs Wasserbomben-Einzellager und Schienen auf dem Achterdeck für das legen von Seeminen.

### Feuerleitanlage
Die Feuerleitanlage sollte aus dem Flakleitgerät M/44 bestehen, welches in drehbarer Kuppel auf dem Brückenaufbau verbaut worden wäre. Dieses in Entwicklung befindliche Flakleitgerät sollte optische Entfernungsmessung und Funkmess (Radar) kombinieren und ersetzte das 3-m-Basis-Entfernungmessgerät 3u, welches auf den Vorgängerklassen verbaut worden war.

### Beiboote
Als Beiboote waren eine Motorjolle, ein Kutter und ein Dingi vorgesehen.

## Besatzung
Es war eine Besatzung von 8 Offizieren und 214 Unteroffizieren/Mannschaften (224 Mann) vorgesehen. Üblicherweise befehligte ein Offizier im Rang eines Kapitänleutnants ein Torpedo- bzw. Flottentorpedoboot der Kriegsmarine.